# Project RnL
Project RnL  es una banda israelí de rock progresivo. La banda fue formada en 2010 por Ray Livnat y Eyal Amir como un proyecto musical en línea.
Inspirados en el estilo de videos del dúo Pomplamoose, comenzaron haciendo videos para sus canciones en su canal de YouTube. En sus comienzos, el dúo contaba con varios músicos invitados en cada video. La banda se tomó un tiempo sin componer y hacer videos desde fines del año 2011, debido en parte a que Eyal Amir se erradicó en la ciudad de Nueva York. Desde 2013, el proyecto estuvo tocando en vivo con una banda estable, y volvieron a la creación de videos musicales a partir de finales de 2014.
Debido a su difusión a través de internet, el grupo tiene fanáticos alrededor de todo el mundo. Project RnL ya acumula más de 3 millones de vistas en su canal de YouTube. Después de grabar una versión de la canción Slim Shady de Eminem, se unieron al tecladista estadounidense Jordan Rudess, de la banda de metal progresivo Dream Theater para realizar algunos videos incluyendo aplicaciones para iOS diseñadas por Rudess, con quien Eyal y Ray se unirán en una gira.
Project RnL es conocido por abordar diversos géneros musicales, como rock progresivo, rock alternativo, jazz, fusión, latin, ópera, metal, música electrónica y música étnica.
En el año 2016 la banda comenzó una gira por los Estados Unidos

## Miembros

### Miembros actuales
- Eyal Amir - Teclados, iPad, coros
- Ray Livnat - Voz principal
- Or Lubianiker - Bajo eléctrico
- Alon Tamir - Guitarra
- Sharon Petrover - Batería

#### Antiguos miembros
- Dekel Dvir - Batería

### Músicos invitados
- Jordan Rudess -  Teclados, iPad, coros
- Jack Conte (Pomplamoose)- Teclados
- Dror Yakar - Guitarra
- Yaniv Shalev - Bajo eléctrico
- Yoav Landau - Programación de batería electrónica y sintetizadores
- Eyal Mazig - Bajo eléctrico
- Yonatan Maymon - Bajo eléctrico
- Danny Shnaiderman - Bajo eléctrico
- Doron Giat - Batería
- 2For6 - Voces
- Suger Zaza (Tom Treger & Or Paz) - Coros
- Tammy Scheffer - Voz principal - coros